# Baltimore Ravens 2007
La stagione 2007 dei Baltimore Ravens è stata la 12ª della franchigia nella National Football League. La squadra veniva da un record di 13-3 ma scese a 5-11, licenziando a fine anno il capo-allenatore Brian Billick che aveva condotto i Ravens a vincere il loro primo Super Bowl nel 2000.

## Calendario

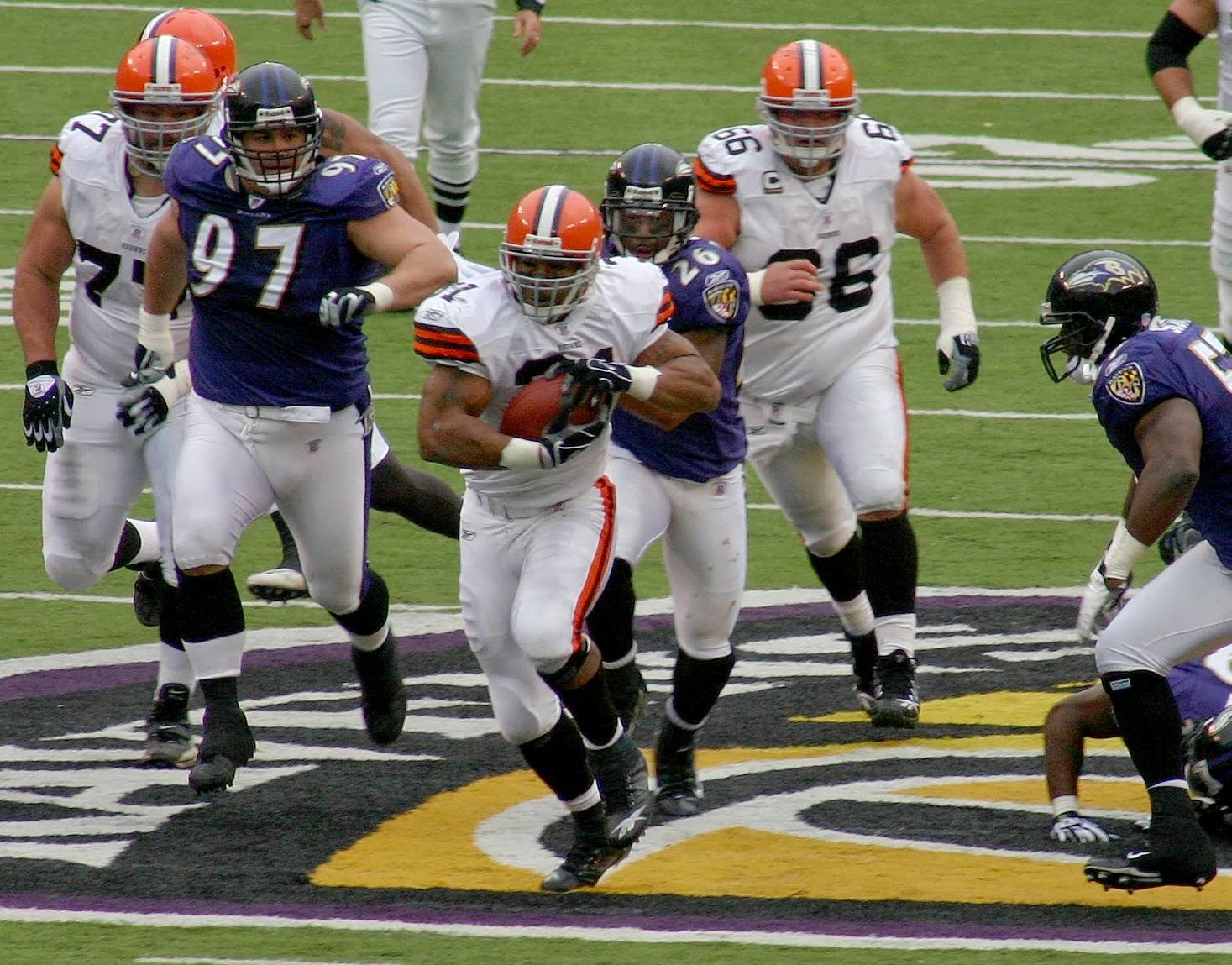
La partita della settimana 11 contro i Browns.

### Stagione regolare
| Turno | Data               | Avversario             | Ora                | Stadio                   | TV                 | Punteggio          | Record |
| ----- | ------------------ | ---------------------- | ------------------ | ------------------------ | ------------------ | ------------------ | ------ |
| 1     | 10/9/2007          | At Cincinnati Bengals  | 7 PM EDT           | Paul Brown Stadium       | ESPN               | S 27–20            | 0–1    |
| 2     | 16/9/2007          | New York Jets          | 4 PM EDT           | M&T Bank Stadium         | CBS                | V 20–13            | 1–1    |
| 3     | 23/9/2007          | Arizona Cardinals      | 1 PM EDT           | M&T Bank Stadium         | Fox                | V 26–23            | 2–1    |
| 4     | 30/9/2007          | At Cleveland Browns    | 1 PM EDT           | Cleveland Browns Stadium | CBS                | S 27–13            | 2–2    |
| 5     | 7/10/2007          | At San Francisco 49ers | 4:15 PM EDT        | Monster Park             | CBS                | V 9–7              | 3–2    |
| 6     | 14/10/2007         | St. Louis Rams         | 1 PM EDT           | M&T Bank Stadium         | Fox                | V 22–3             | 4–2    |
| 7     | 21/10/2007         | At Buffalo Bills       | 1 PM EDT           | Ralph Wilson Stadium     | CBS                | S 19–14            | 4–3    |
| 8     | Settimana di pausa | Settimana di pausa     | Settimana di pausa | Settimana di pausa       | Settimana di pausa | Settimana di pausa |        |
| 9     | 5/11/2007          | At Pittsburgh Steelers | 8:30 PM EST        | Heinz Field              | ESPN               | S 38–7             | 4–4    |
| 10    | 11/11/2007         | Cincinnati Bengals     | 4:05 PM EST        | M&T Bank Stadium         | CBS                | S 21–7             | 4–5    |
| 11    | 18/11/2007         | Cleveland Browns       | 1 PM EST           | M&T Bank Stadium         | CBS                | S 33–30 (DTS)      | 4–6    |
| 12    | 25/11/2007         | At San Diego Chargers  | 4:15 PM EST        | Qualcomm Stadium         | CBS                | S 32–14            | 4–7    |
| 13    | 3/12/2007          | New England Patriots   | 8:30 PM EST        | M&T Bank Stadium         | ESPN               | S 27–24            | 4–8    |
| 14    | 9/12/2007          | Indianapolis Colts     | 8:15 PM EST        | M&T Bank Stadium         | NBC                | S 44–20            | 4–9    |
| 15    | 16/12/2007         | At Miami Dolphins      | 1 PM EST           | Dolphin Stadium          | CBS                | S 22–16 (DTS)      | 4–10   |
| 16    | 23/12/2007         | At Seattle Seahawks    | 4:15 PM EST        | Qwest Field              | CBS                | S 27–6             | 4–11   |
| 17    | 30/12/2007         | Pittsburgh Steelers    | 4:15 PM EST        | M&T Bank Stadium         | CBS                | V 27–21            | 5–11   |